# Joel Hoekstra
Joel Hoekstra (Iowa City, 13 de dezembro de 1970) é um guitarrista estadunidense, conhecido por seu trabalho cm as bandas Whitesnake e Trans-Siberian Orchestra (nesta como músico de turnê). Filho de músicos clássicos, começou a tocar violoncelo e piano ainda jovem, mas foi ouvindo Angus Young, do AC/DC, que o inspirou a começar a tocar guitarra. Ele foi criado nos subúrbios de Chicago, em Orland Park, mas vive em Nova York desde 2001.
Hoekstra se apresentou com a Trans-Siberian Orchestra [4] e foi o guitarrista principal no musical da Broadway Rock of Ages. Ele também fez uma aparição ao lado de Sebastian Bach, Nuno Bettencourt, Kevin Cronin e Debbie Gibson na adaptação cinematográfica de "Rock of Ages".
Hoekstra frequentemente contribui com artigos para a revista Guitar World, e em 2017 a Guitar World lançou um DVD instrucional intitulado "Hard Rock Lead Guitar Master Class with Joel Hoekstra".

## Carreira

### Night Ranger
Em 2008, Hoekstra se juntou ao Night Ranger e combinou com o guitarrista Brad Gillis como parte do som de guitarra dupla do grupo. Hoekstra fez turnê com Night Ranger e se apresentou em vários álbuns com o grupo e apareceu nos vídeos das canções "Growin' Up In California", "Knock Knock Never Stop" e "High Road". Em 2011, Joel substituiu Mick Jones do Foreigner enquanto continuava a tocar com o Night Ranger na mesma turnê.

### Whitesnake
Em 2014, Hoekstra se juntou ao Whitesnake como guitarrista ao lado do colega guitarrista Reb Beach. Hoekstra tocou no The Purple Album (lançado em maio de 2015), que foi uma re-imaginação de canções clássicas da época de David Coverdale como vocalista do Deep Purple . Hoekstra apareceu nos vídeos das canções "Stormbringer", "Gypsy" e "Soldier of Fortune" do The Purple Album e "Shut Up & Kiss Me" e "Trouble is Your Middle Name" vídeos do álbum Flesh and Blood. Ele fez uma turnê com o Whitesnake na turnê The Purple Album (2015–16), na turnê The Greatest Hits (2016–2018) e na turnê Flesh and Blood (2019).

### Cher
Hoekstra tocou guitarra para Cher na turnê Here We Go Again de 2018-2020. Ele também atuou como guitarrista de Cher durante sua residência em Las Vegas no Monte Carlo. Hoekstra se apresentou no Billboard Music Awards de 2017 como guitarrista de Cher nas canções " Believe " e " If I Could Turn Back Time ", enquanto Cher recebia o Icon Award.

### Projetos paralelos e participações especiais
Em 2015, a Frontiers Records lançou o álbum de estreia Dying to Live de seu projeto paralelo Joel Hoekstra's 13, com ótimas críticas. O álbum contou com apresentações de Russell Allen, Vinny Appice, Tony Franklin e Jeff Scott Soto. Em 2016, Hoekstra tocou no álbum One Sided War de Michael Sweet e apareceu no vídeo da música "Radio".
Hoekstra atuou como conselheiro no 20º aniversário do Rock 'n Roll Fantasy Camp , onde tocou junto com Nancy Wilson, Vinnie Appice, Steven Adler, Gregg Bissonette e outros. Hoekstra também frequentemente faz shows acústicos em duo com o cantor/guitarrista Brandon Gibbs ( Devil City Angels ). Hoekstra também se apresentou com Paul Shortino na música "War Cry" do álbum Sinister (lançado em 27 de outubro de 2017) pela Appice (Carmine Appice e Vinny Appice).
Hoekstra apareceu como guitarrista convidado em dois episódios de That Metal Show no VH1 Classic (25 de janeiro de 2014 e 14 de março de 2015). e já se apresentou no palco e no estúdio com muitos artistas, incluindo Foreigner, Dee Snider, Jeff Scott Soto, Jim Peterik, The Turtles, Big Brother & the Holding Company e muitos mais.
Hoekstra contribuiu para muitos artigos na revista Guitar World e em 2017 a Guitar World lançou um DVD instrucional intitulado "Hard Rock Lead Guitar Master Class with Joel Hoekstra".

## Discografia

### Álbuns solo
- Undefined (2000)
- The Moon Is Falling (2003)
- 13 Acoustic Songs (2007)

### Álbuns com seu projeto "Joel Hoekstra's 13"
- Dying to Live (2015)
- Running Games (2021)

### Contribuições em outros trabalhos
- Rock of Ages - Original Broadway Cast Recording (2009)
- Night Ranger - Somewhere in California (2011)
- Night Ranger - 24 Strings & a Drummer (Live & Acoustic) (2012)
- Night Ranger - High Road (2014)
- Jack Blades - Rock 'n Roll Ride (2012)
- Jeff Scott Soto - Damage Control (2012)
- Trans-Siberian Orchestra - Dream of Fireflies (On a Christmas Night) (2012)
- Amy Lee - Aftermath (2014)
- VHF - Very High Frequency (2014)
- Whitesnake - The Purple Album (2015)
- Michael Sweet - One Sided War (2016)
- Tony Mills - Streets of Chance (2017)
- Whitesnake - The Purple Tour (2017)
- Whitesnake - Flesh and Blood (2019)
- Chris Catena's Rock City Tribe - Truth in Unity (2020)
- Iconic - Second Skin (2022)
- Docker's Guild - The Mystic Technocracy - Season 2: The Age of Entropy (2022)